# اوسکئولا، شهرستان هویگتون، میشیگان
اوسکئولا (به انگلیسی: Osceola Township) یک منطقهٔ مسکونی در ایالات متحده آمریکا است که در شهرستان هوگتون واقع شده‌است.
 اوسکئولا ۶۷٫۳ کیلومتر مربع مساحت و ۱٬۷۳۸ نفر جمعیت دارد و ۳۶۱ متر بالاتر از سطح دریا واقع شده‌است.